# Futebol de cinco

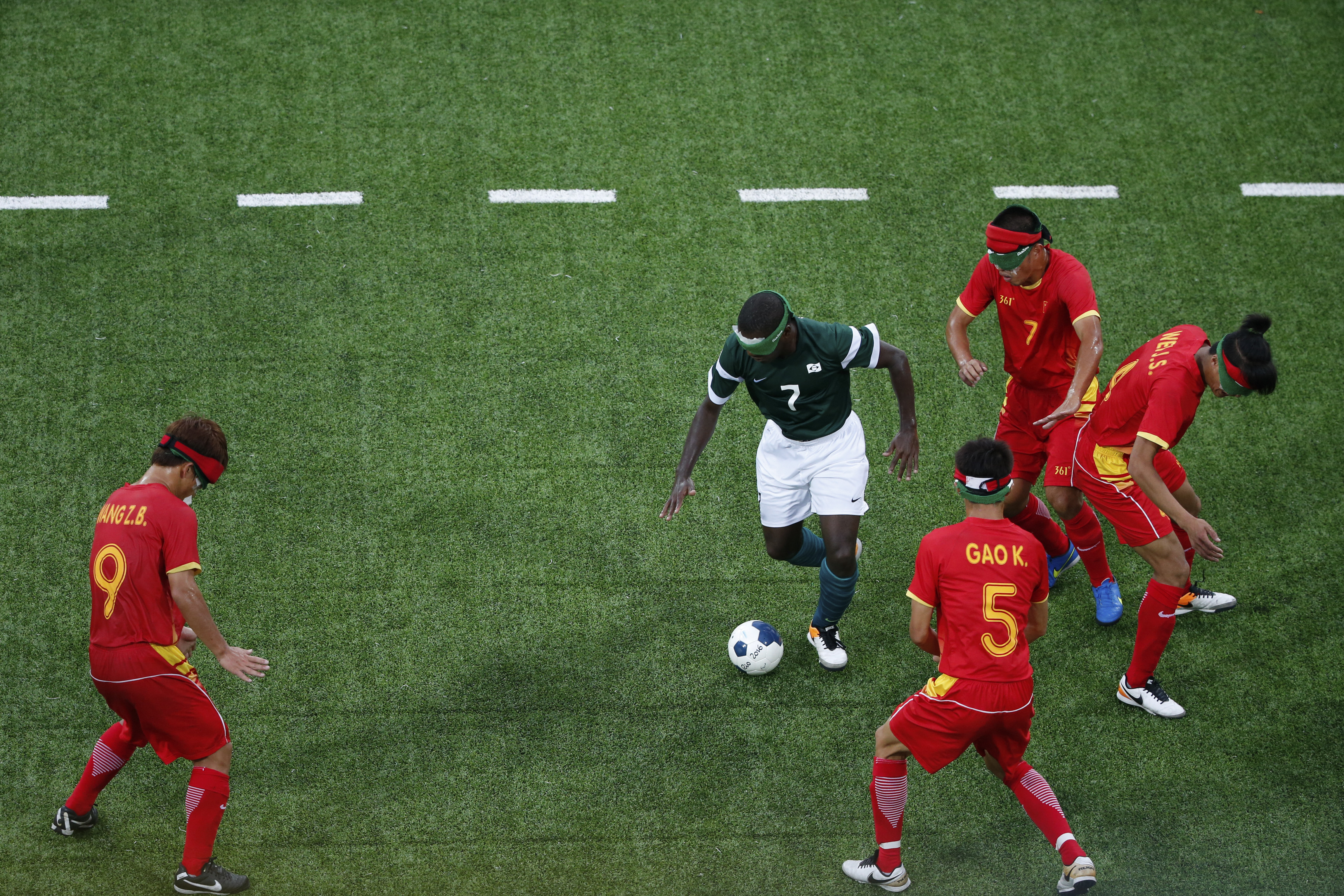

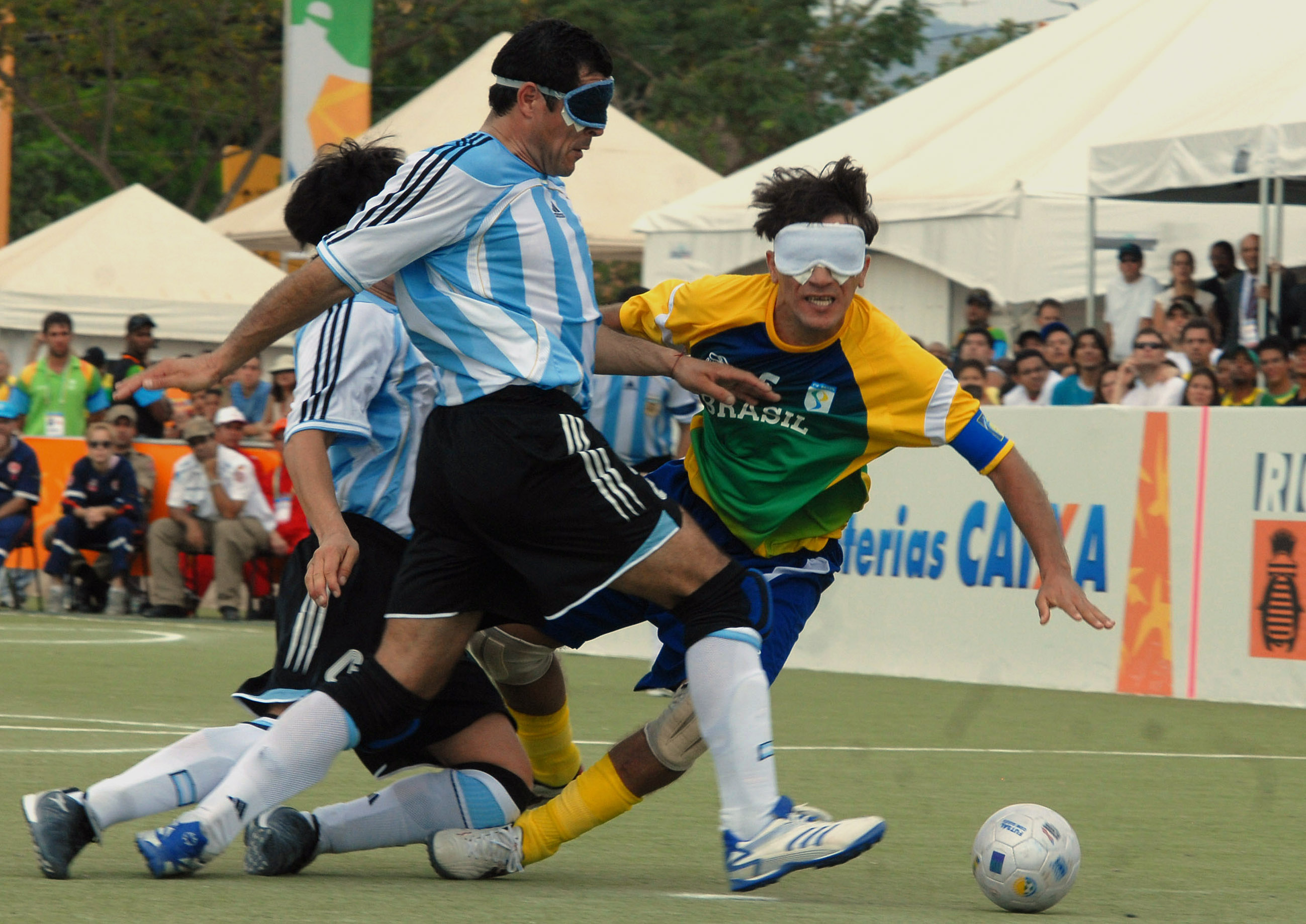

O futebol para deficientes visuais, também conhecido como futebol para cegos e futebol de 5, é uma adaptação do futebol para atletas com deficiências visuais. O desporto, governado pela Federação Internacional dos Desportos para Cegos (IBSA) é jogado com regras da FIFA modificadas.

## História
Segundo o IBAS, “o futebol para cegos e amblíopes começou como um playground para crianças em escolas especiais para deficientes visuais”.
O futebol para cegos passou a ser praticado de maneira informal e mais ou menos simultânea no Brasil e na Espanha, principalmente a partir da década de 1930, com relatos apontando ainda para a década de 1920, entre alunos de institutos para cegos, nos pátios durante o recreio. O processo fez parte da generalização do futsal nos dois países, devido ao fato de salões e academias se revelaram espaços muito mais adequados para evitar a desorientação. Outros países com prática precoce de futebol para cegos foram a Colômbia, desde a década de 1970, e a Argentina, desde os anos 1980.
Desde o início, objetos que faziam barulho foram usados como "bolas", como latas, recipientes cheios de guizos, garrafas plásticas com pedras dentro ou latas de betume — como já era praticado na Colômbia nos anos 1970. No Brasil, descobriram que uma bola de futebol envolta em plástico produzia um ruído de guia, da mesma forma que na Argentina crachás de refrigerante eram colados na superfície de uma bola na década de 1980. No final da década de 1970, há registros de que o professor João Ferreira utilizava em Pernambuco uma bola de couro com sinos dentro, inventada por ele mesmo e construída por um artesão local; essa bola seria oficialmente adotada na década de 1990.
Em 1978, o futebol de 5 adaptado foi incluído pela primeira vez em uma competição nacional, nas IV Olimpíadas Nacionais de Apaes (Associação de Pais e Amigos dos Excepcionais), realizada em Natal, Brasil. Pouco depois, em 1984, também no Brasil, o primeiro campeonato nacional de futebol para cegos foi realizado em São Paulo com o nome de Copa Brasil de Futebol de 5. Dois anos depois, a Espanha realizou seu 1º Campeonato Espanhol de Futsal, categoria B1.
Entre 1988 e 1995, foram realizados alguns torneios internacionais, incluindo o "futsal para cegos", na Espanha, Argentina e no Brasil, com a participação dos primeiros selecionados desses três países e da Colômbia. A aproximação entre jogadores e dirigentes desses países levou à unificação das regras:
Em 1995, ocorreu um evento transcendente e histórico para este esporte, quando a Federação Internacional de Esportes para Cegos (IBAS) criou o Subcomitê de Futsal, para trabalhar as Leis do jogo apropriadas para este esporte, que com grande poder de convocação internacional em quatro continentes, necessários para enquadrar essa grande demanda em um marco regulatório jurídico. Para esse trabalho decisivo, o IBAS nomeou o hispânico argentino Carlos Alberto Campos como Presidente ou Presidente da referida subcomissão, Diretor, Técnico da Federação Espanhola de Esportes para Cegos, e com o inestimável apoio da Organização Nacional de Cegos da Espanha (ONCE ). Na ocasião, reuniu-se durante a celebração de diversos torneios amistosos na Europa, com representantes de Portugal, Inglaterra, Itália, França e Grécia, com os quais acordou algumas prováveis Leis do Jogo, onde cada país contribuiu com alguns regulamentos, e renunciou a outros, em benefício de um acordo internacional. Este acordo surgiu em setembro de 1996 na cidade de São Paulo (Brasil), quando Carlos Alberto Campos se reuniu com o brasileiro Ramón Souza (ABDC) e o argentino Enrique Nardone (FADEC), representantes do Brasil e da Argentina, e também membros do IBAS Subcomitê de Futebol, com quem consolidou e definiu o Regulamento do Futsal para Cegos. Uma obra de grande importância, muito importante para o esporte, e um pontapé inicial histórico para o sucesso na participação.
Definidas as regras do Jogo, criando uma estrutura segura para a prática deste esporte por cegos e deficientes visuais, chegou o reconhecimento oficial do futebol para cegos pelo IBAS, inserindo o Futebol para Cegos nos calendários Oficiais de Esportes do IBAS.
Como consequência deste importante fato, foram realizados os primeiros campeonatos continentais, na Europa e na América.
Barcelona (Espanha), foi palco, de 16 a 20 de setembro de 1997, do I Campeonato Europeu de Futsal para Cegos e Deficientes Visuais. Com a participação de Espanha, Portugal, Itália, França e Inglaterra na categoria B1, e Espanha, Bielorrússia, Itália e Irlanda, na categoria B2 / B3. Pela América, a cidade de Assunção (Paraguai) sediou o 1º Campeonato Americano de Futsal para Cegos, de 1º a 4 de outubro, com a participação de Brasil, Paraguai, Colômbia e Argentina.
No ano seguinte, em 1998, o IBAS organizou o Primeiro Campeonato Mundial de Futebol 5 Adaptado, em Paulínia, Brasil, 7 com a participação de países de três continentes.
Posteriormente, os II Campeonatos Continentais foram realizados em 1999, tendo o Porto (Portugal) como sede europeia em junho, e Buenos Aires (Argentina), como sede americana em novembro daquele ano.
Em setembro de 2000, Jerez de la Frontera (Cádiz, Espanha), foi palco do II Campeonato Mundial de Futebol 5 Adaptado, com grande repercussão e participação midiática.
Com todos esses antecedentes de desenvolvimento e promoção do Futebol 5 Adaptado nos três continentes, o IBAS, por meio da Subcomissão Técnica do Futebol, solicitou ao Comitê Paraolímpico Internacional (IPC), a inclusão deste esporte massivo nos calendários dos Jogos Paralímpicos (JJPP) . No Comitê Executivo do IPC, em agosto de 2000, realizado em Sydney (Austrália), o futebol para cegos entrou com todos os direitos nos Jogos Paraolímpicos, e estreou com sucesso em 2004 nos Jogos Paralímpicos de Atenas, evento de máxima importância para a notável difusão e reconhecimento social de que este atraente esporte vem surpreendendo desde então.
O calendário de competições de alto nível se completa com o Campeonato Asiático realizado desde 2007, o Campeonato Africano realizado desde 2014, a inclusão do esporte nos Jogos Parapan-americanos desde 2007 e a realização dos Jogos Mundiais para Cegos, a cada quatro anos.

## Algumas regras básicas
O campo de jogo é menor e rodeado de placas. Cada equipe tem cinco jogadores, incluindo o guarda-redes. As equipes podem ainda ter um guia, que está posicionado fora do campo de jogo, para assistir os jogadores e dirigi-los.
A bola está equipada com um dispositivo que faz barulho para os jogadores poderem localizá-la. Os jogos têm duas partes de 20 minutos cronometrados cada, com um intervalo de 10 minutos.
Os jogadores desse esporte são classificados em uma de três classes, de acordo com o seu nível de deficiência visual:
- B1 - Atletas totais ou quase totalmente cegos; desde a não percepção da luz até à percepção da luz mas com a impossibilidade de reconhecer a forma de uma mão.
- B2 - Atletas com visão parcial; conseguem reconhecer a forma de uma mão com uma acuidade visual de 2/60 ou um campo visual de menos de 5 graus.
- B3 - Atletas com visão parcial; acuidade visual de 2/60 até 6/60 ou campos visuais de 5 a 20 graus.

As equipes podem usar atletas com visão como Goleiros/Guarda-Redes e Guias; os Goleiros/ Guarda-Redes com visão não podem ter estado registrados na FIFA por, no máximo, cinco anos.
Existem dois tipos de competição. Para jogos da Classe B1, apenas atletas da classe B1 são permitidos, com exceção para os guarda-redes e para os guias, que podem ser das classes B2, B3 ou que vejam. Para jogos das Classes B2/B3, as equipas podem alinhar com jogadores das classes B2 e B3; pelo menos dois jogadores da classe B2 devem estar em campo ao mesmo tempo.
O Futebol de 5 na Europa desenvolveu-se na Espanha. O primeiro campeonato nacional espanhol teve lugar em solo espanhol, em 1986. Na América do Sul, há registros de um Torneio brasileiro organizado em 1980. Os Campeonatos Americano e Europeu começaram em 1997, seguidos pelo primeiro Campeonato do Mundo, em 1998. O desporto foi adicionado aos Jogos Paralímpicos de Verão em 2009
O Brasil foi campeão dos Mundiais em 1998, 2000, 2010, 2014 e 2018; e a Argentina venceu em 2002 e 2006. Nos Jogos Paralímpicos, o Brasil foi campeão em 2004, 2008, 2012, 2016 e 2021.
No segundo caso, O futebol de 5, conhecido também como futebol de cegos, ou futsal de cegos, é uma adaptação do futsal para pessoas cegas. O esporte, organizado pela IBSA - International Blind Sports Federation, é jogado com regras modificadas da FIFA, com bandas laterais, os times tem 4 jogadores de linha cegos, e o goleiro que enxerga normalmente (ele joga numa área reduzida, de 5,82m x 2m. Os times usam também um chamador, que é um membro do time que fica atrás da meta adversária, orientando os jogadores de ataque. A bola possui guizos que produzem sons, através dos quais os atletas podem encontrar a bola. As partidas oficiais tem dois tempos de 20 minutos cronometrados, com 10 minutos de intervalo.

## Medidas do campo
O campo de futebol de 5 é um retângulo semelhante a um campo de futebol de 11 mas com as medidas de aproximadamente 40 de comprimento e 20 de largura.